# 勒内·托马
勒内·托马（法語：René Thomas，1865年8月20日—1925年7月20日），法国男子射击运动员。他曾代表法国参加1900年夏季奥林匹克运动会射击比赛，获得男子团体300米步枪三姿铜牌。